# Biombo de los lirios
Lirios (紙本金地著色燕子花図 'shihonkinji chakushoku kakitsubata-zu'?) es un par de biombos plegables de seis paneles del artista japonés Ogata Kōrin de la escuela Rinpa. Representa una vista abstracta del agua con lirios japoneses. El trabajo probablemente se realizó alrededor de 1701-1705, durante el período de exhibiciones lujosas del período Edo conocido como Genroku bunka.
Los biombos se mantuvieron durante más de 200 años en el templo budista Nishi Hongan-ji en Kioto. Ahora están en el Museo Nezu y son un Tesoro Nacional de Japón. Un par de biombos similares hechos por Ogata Kōrin unos 5 a 12 años más tarde, que muestran lirios, están en manos del Museo Metropolitano de Arte de la ciudad de Nueva York. Las cuatro obras de lirios se exhibieron juntas por primera vez en casi un siglo en 2012, durante la exposición "Korin: Lirios del tesoro nacional del Museo Nezu y Octavo Puente del Museo Metropolitano de Arte" en el Museo Nezu.
Ambas obras están inspiradas en un episodio del Ise Monogatari. A su vez, se cree que las copias de los biombos han influido en las pinturas postimpresionistas de Vincent van Gogh, incluidos sus Lirios.

## Lirios
Los biombos se encuentran entre las primeras obras de Ogata Kōrin tras alcanzar el rango de Hokkyō (法 橋, "Puente del Dharma"), el tercero más alto otorgado a los artistas. Representa racimos de lirios japoneses azules abstractos en flor, y su follaje verde, creando un patrón que se repite rítmicamente pero que varía en los paneles. Las similitudes de algunas flores indican que se utilizó una plantilla. El trabajo muestra la influencia de Tawaraya Sōtatsu.
Kōrin adopta una paleta muy comedida, limitada al azul ultramar de las flores, al verde de su follaje y al fondo dorado. La obra fue pintada con tinta y color sobre papel, con cuadrados de pan de oro aplicados alrededor de las áreas pintadas para crear un fondo reflectante y brillante, que recuerda al agua. El azul profundo estaba hecho de azurita en polvo (群青, gunjō).
Cada biombo de seis paneles mide 150,9 por 338,8 centímetros. Este conjunto probablemente se encargó para la familia Nijō y se presentaró en el templo budista Nishi Hongan-ji en Kioto. Fueron vendidos por el templo en 1913.

## Lirios en Yatsuhashi
Kōrin hizo un trabajo similar entre 5 y 12 años más tarde, otro par de biombos de seis paneles, conocidas como Lirios en Yatsuhashi (Ocho puentes) (八 橋 図 屏風, Yatsuhashi-zu Byōbu). Este segundo par de pantallas ha estado en manos del Museo Metropolitano de Arte de la ciudad de Nueva York desde 1953 y se exhibieron por última vez en 2013.
El segundo par de biombos de lirios, alrededor de 1710-1716, también fue pintado con tinta y color sobre papel dorado, y miden 163,7 por 352,4 centímetros cada uno. A diferencia del par anterior, este posterior incluye una representación de un puente angular, una referencia más explícita a la obra literaria que inspiró ambas obras de arte.